# El Vers Valencià
El Vers Valencià va ser una publicació poètica quinzenal de la ciutat de València, el primer número de la qual aparegué el 15 de juny de 1934, i l'últim l'u de juny de 1936. Cada número constava de vuit pàgines en quart major i es venia a vint-i-cinc cèntims. El seu impulsor va ser Josep Maria Bayarri, i representà l'alternativa catòlica i conservadora a La República de les Lletres. Publicava composicions dels clàssics valencians i traduccions de poesia estrangera al costat de col·laboracions d'autors contemporanis i novells com ara Salvador Verdeguer, Josep Monmeneu, Francesc M. Miret (sovint amb el pseudònim Ben-Ogra), Bernat Ortín Benedito, Martí Domínguez Barberà, Francesc Valiente, Lluís Cebrian Ibor, Manuel González Martí, Enric Navarro i Borràs, Joan Lacomba, i els germans Vicent i Xavier Casp, entre els més destacables. Dedicà sengles números d'homenatge a Teodor Llorente i a Lluís Cebrian i Mezquita.